# São Paulo de Olivença
São Paulo de Olivença è un comune del Brasile nello Stato dell'Amazonas, parte della mesoregione di Sudoeste Amazonense e della microregione di Alto Solimões.